# Detlof Gustav Friedrich von Linden
Detlof Gustav Friedrich von Linden (* um 1712 in Hohenbüssow; † 1761), auch (von der) Linde, war preußischer Kriegs- und Domänenrat sowie Gesandter in Schweden.

## Leben
Er entstammte der in Schwedisch-Pommern geadelten Familie von Linden und war der zweite Sohn des Carl von Linden († 1721), Erbherr auf Tellin, Broock, Hohenbüssow und Buchholz, und der Barbara Louise von Schwerin (* 1690), einer Schwester des Kurt Christoph von Schwerin. 1730 immatrikulierte er sich an der Universität Halle. Bei der Erbteilung der väterlichen Besitzungen erhielt er 1733 Siedenbüssow und Tellin. 
Im Dezember 1733 wurde er Auskultator bei der Märkischen Kriegs- und Domänenkammer. Die Beförderung zum Kriegs- und Domänenrat erhielt er im April 1736. Ab 1740/1741 wurde er als außerordentlicher Gesandter nach Stockholm an den schwedischen Hof geschickt, wo er bis August 1742 blieb. Im März 1743 oder 1745 erhielt er seinen Abschied. Wahrscheinlich zog er sich auf seine Güter zurück.
Dort starb er Anfang 1761. Seine Güter fielen an seinen Bruder, den General Christian Bogislaw von Linden.